# عين البقر
الأَسِليَّة أو عين البقر  (الاسم العلمي: Schoenus)، جنس نباتات عشبية برية معمرة من الفصيلة السعدية. توجد هذه النباتات بشكل رئيسي في أستراليا وجنوب شرق آسيا مع انتشار بعض الأنواع في أماكن متفرقة في أوروبا وآسيا وأفريقيا والأمريكتين. أسل المستنقع هو الاسم الشائع لهذه النباتات.

## أنواع مختارة
- Schoenus acuminatus
- Schoenus andrewsii
- Schoenus armeria
- Schoenus badius
- Schoenus benthamii
- Schoenus brevifolius
- Schoenus capillifolius
- Schoenus centralis
- Schoenus clandestinus
- Schoenus cruentus
- Schoenus curvifolius
- Schoenus discifer
- Schoenus efoliatus
- Schoenus elegans
- Schoenus falcatus
- Schoenus ferrugineus
- Schoenus globifer
- Schoenus grandiflorus
- Schoenus latitans
- Schoenus nanus
- Schoenus natans
- Schoenus nigricans
- Schoenus nitens
- Schoenus sculptus
- Schoenus sesquispiculus
- Schoenus subbarbatus
- Schoenus subflavus
- Schoenus tendo